# Château de Castelnaudary
Le château de Castelnaudary est un château situé à Castelnaudary, en France.

## Localisation
Le château est situé sur la commune de Castelnaudary, dans le département français de l'Aude.

## Historique
Située sur le promontoire dominant la voie romaine reliant la Narbonnaise à l’Aquitaine, la forteresse a donné son nom à la ville. Elle est dite  au Moyen Âge Castellum Novum Arii, ce qui  a donné en occitan Castèlnòu d'Arri) et, en français moderne, Castelnaudary. On trouve mention du lieu dès le XIIe siècle[réf. nécessaire].
Au cœur de l’expression de la doctrine cathare, la fortification est assiégée deux fois durant la croisade contre les Albigeois, en 1211 par Simon de Montfort qui voulait y pénétrer et en 1220 par Raymond VI de Toulouse qui souhaitait l’en faire sortir pour récupérer son bien.
À partir de cette époque, le Castellum se transforme progressivement en castrum, c’est-à-dire en bourg.
Le traité de Paris (1229) livrant le comté de Toulouse à la couronne de France, le château est rasé comme trente autres de ses semblables dans la région, ayant abrité des hérétiques plus ou moins avérés.
Durant la guerre de Cent Ans le Prince Noir (1355) incendie la ville afin de punir les factieux, pratique courante au Moyen Âge.
Louis XI (1477) par souci d’organisation crée le comté du Lauragais mais c’est Catherine de Médicis, comtesse de ces lieux qui permettra à Castelnaudary d’acquérir ses titres de noblesse en en faisant le chef-lieu de la sénéchaussée.
Les ruines du château serviront d’assises au « Présidial », tribunal civil et criminel qui fonctionnera jusqu’à la Révolution et sera ensuite transformé en centre d’incarcération pour délits mineurs.
Les cellules de la prison rempliront leurs « bons offices » jusqu’en 1926.
Aujourd’hui le Présidial est une école primaire et la prison, un musée, dans lequel on peut admirer une exposition annuelle, sans oublier la petite chapelle Saint-Pierre de la prison qui recèle deux magnifiques reliquaires-bustes du XVIIIe siècle.

L'édifice est inscrit partiellement au titre des monuments historiques en 1948 (Toiture et façade appareillée avec quatre fenêtres à meneaux et croisillons).